# المرونة السعرية للعرض

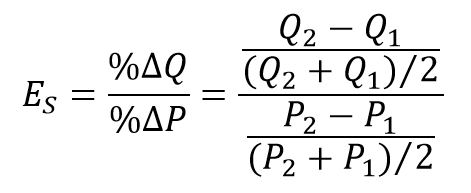

المرونة السعرية للعرض هي مقياس يُستخدم في الاقتصاد لإظهار مدى استجابة أو مرونة الكمية المعروضة من سلعة أو خدمة ما لتغيير سعرها.
تُمثل المرونة في شكل عددي، وتُعرف بأنها التغير في النسبة المئوية في الكمية المعروضة مقسومًا على التغير في النسبة المئوية في السعر.
عندما تكون المرونة أقل من واحد، يمكن وصف عرض السلعة بأنها غير مرنة، عندما تكون أكبر من واحد، يمكن وصف العرض بأنه مرن. تشير المرونة المساوية لصفر إلى أن الكمية المقدمة لا تستجيب لتغيير السعر: أي أن السلعة ذات عرض «ثابت». كثيرًا ما لا يكون لهذه السلع أي عامل متعلق بالعمالة أو أنها لا تُنتَج، ما يحد من احتمالات التوسع في الأجل القصير. إذا كانت المرونة تساوي واحدًا بالضبط، فيقال إن السلعة ذات مرونة وحدوية.
يمكن أن تختلف كمية السلع المعروضة، في الأجل القصير، عن الكمية المنتجة، إذ سيكون للمصنّعين مخزونات يمكنهم تكديسها أو شحنها.

## عوامل
توفر المواد الخام
على سبيل المثال، قد يحد التوفر من كمية الذهب التي يمكن إنتاجها في أي بلد بصرف النظر عن السعر. على نحو مماثل، من غير المرجح أن يؤثر سعر لوحات فان غوخ على المعروض منها.
طول الإنتاج وتعقيده
يعتمد الكثير على تعقيد عملية الإنتاج. يعد إنتاج المنسوجات بسيطًا نسبيًا. تكون العمالة إلى حد كبير غير ماهرة، ولا تزيد مرافق الإنتاج إلا قليلًا عن المباني، إذ لا حاجة إلى هياكل خاصة. بالتالي، فإن المرونة السعرية للعرض بالنسبة للمنسوجات تعد مرنة. من ناحية أخرى، تكون المرونة السعرية للعرض بالنسبة لأنواع معينة من السيارات غير مرنة نسبيًا. يعد تصنيع السيارات عملية متعددة المراحل تتطلب معدات متخصصة، وعمالة ماهرة، وشبكة كبيرة من الموردين وتكاليف كبيرة للبحث والتطوير.
تنقل العوامل
إذا كانت عوامل الإنتاج متاحة بسهولة وإذا كان المنتِج الذي ينتج سلعة واحدة يمكنه تحويل موارده ووضعها في اتجاه إنشاء منتج قيد الطلب، يمكن القول بأن المرونة السعرية للعرض تعد مرنة نسبيًا. ينطبق العكس على ذلك، لجعله غير مرن نسبيًا.
وقت الاستجابة
كلما زاد الوقت الذي يتعين على المنتج أن يستجيب للتغيرات في الأسعار كلما زادت مرونة العرض. عادةً ما يكون العرض أكثر مرونة على الأجل الطويل منه على الأجل القصير بالنسبة للسلع المنتجة، إذ يُفترض عمومًا أنه يمكن في الأجل الطويل استخدام جميع عوامل الإنتاج لزيادة العرض، في حين أنه لا يمكن زيادة إلا العمالة في الأجل القصير، وحتى في هذه الحالة، قد تكون التغييرات باهظة التكاليف. على سبيل المثال، لا يمكن لمزارع القطن أن يستجيب على الفور (أي على الأجل القصير) لزيادة سعر فول الصويا بسبب الوقت الذي يستغرقه لتوفير الأراضي اللازمة.
المخزونات
يمكن للمنتِج الذي لديه إمدادات من السلع أو قدرة تخزين متاحة أن يزيد من توريدها إلى السوق بسرعة.
القدرة الإنتاجية الاحتياطية أو الفائضة
يمكن للمنتِج الذي لديه قدرات غير مستغلة أن يستجيب (أو سيستجيب) بسرعة للتغيرات في الأسعار في سوقه بافتراض أن العوامل المتغيرة متاحة بسهولة. سيكون وجود قدرة احتياطية داخل شركة ما، مؤشرًا على استجابة أكثر تناسبًا من حيث الكمية المعروضة للتغييرات في السعر (بالتالي ما يدل على مرونة الأسعار). يشير إلى أن المنتِج سيكون قادرًا على استخدام أسواق عوامل الإنتاج الاحتياطية (عوامل الإنتاج) المتاحة له، ومن ثم الاستجابة للتغيرات في الطلب بما يتناسب مع العرض. كلما زاد حجم القدرة الإنتاجية الفائضة، كان بوسع الموردين الأسرع الاستجابة للتغيرات في الأسعار، وبالتالي كلما كانت السلعة/ الخدمة أكثر مرونة سعرية.
تُستخدم طرق بحثية مختلفة لحساب مرونة الأسعار في الحياة الحقيقية، بما في ذلك تحليل بيانات المبيعات التاريخية، العامة والخاصة على السواء، واستخدام الدراسات الاستقصائية الحالية لأفضليات العملاء لبناء أسواق اختبار قادرة على وضع نماذج مرونة لهذه التغيرات. يمكن بدلًا من ذلك استخدام التحليل المقترن (تصنيف تفضيلات المستخدمين الذي يمكن بعد ذلك تحليله إحصائيًا).